# مكافئ الملح
مكافئ الملح (Salt equivalent) يتم اقتباسه عادة في جداول معلومات الفائدة الغذائية للطعام الموجودة على ملصقات الطعام، كما أنه يعد طريقة أخرى لتحديد مقدار الصوديوم، مع ملاحظة أن الاسم الكيميائي للملح هو كلوريد الصوديوم.
وللحصول على المكافئ التقريبي لملح الطعام من الصوديوم، قم بضرب محتوى الصوديوم في 2.5:
{\displaystyle {\frac {m_{\mathrm {NaCl} }}{m_{\mathrm {Na} }}}={\frac {m_{\mathrm {Na} }+m_{\mathrm {Cl} }}{m_{\mathrm {Na} }}}\approx {\frac {23\mathrm {u} +35.5\mathrm {u} }{23\mathrm {u} }}={\frac {58.5}{23}}\approx 2.5}
(انظر: الكتلة الذرية والكتلة الجزيئية).

## كتابات أخرى
- Food and Health Manifesto، London: Food and Drink Federation، 2005، مؤرشف من الأصل في 2016-03-03، اطلع عليه بتاريخ 2007-10-12